# Anabacerthia
Anabacerthia (bladspeurders) is een geslacht van zangvogels uit de familie ovenvogels (Furnariidae).

## Soorten
Het geslacht kent de volgende soorten:
- Anabacerthia amaurotis  – Witbrauwbladspeurder
- Anabacerthia lichtensteini  – Lichtensteins bladspeurder
- Anabacerthia ruficaudata  – Roodstaartbladspeurder
- Anabacerthia striaticollis  – Bergbladspeurder
- Anabacerthia variegaticeps  – Schubkeelbladspeurder